# Heiltz-l'Évêque

Heiltz-l'Évêque este o comună în departamentul Marne, Franța. În 2009 avea o populație de 291 de locuitori.